# Syria

Den romerska provinsen Syria

Syria var en provins inom romarriket, annekterad år 63 f.Kr. av Pompejus efter segern i det tredje Mithridatiska kriget.
Under andra århundradet delades provinsen i två provinser Syria Coele och Syria Phoenice som ungefär motsvarade området Libanon. Provinsen Iudaea bytte också namn till Syria Palaestina och det fanns därefter tre "syriska" provinser. År 314 hade Syria Coele i sin tur delats upp i tre provinser, där den mittersta behöll namnet och södra delen hette Augusta Libanesis (ungefär området öster om Libanon) och den norra hette Augusta Euphratensis. De andra två syriska provinsernas namn tappade epitetet "Syria" och kallades bara Phoenice och Palaestina.
Provinsen omfattade bland annat det tidigare självständiga judiska riket och förblev under romerskt och senare bysantinskt styre under sju århundraden fram till 637 då den föll för Islamiska expansionen.